# Барбарига (Хорватия)
Барбарига — деревня, административно часть деревни Перой в городе Воднян Истрийской жупании Хорватии. Расположен недалеко от мыса Барбарига или Пунта-Кассано (Punta Cissana, по утраченному древнему поселению Cissa, которое исчезло в море в 8 веке), в 22 км к северо-западу от Пулы, к северо-западу от города Фажана.
Экономика основана на сельском хозяйстве (оливки), рыболовстве и туризме.
Есть жилой туристический район, автодорога в Перой.

## История

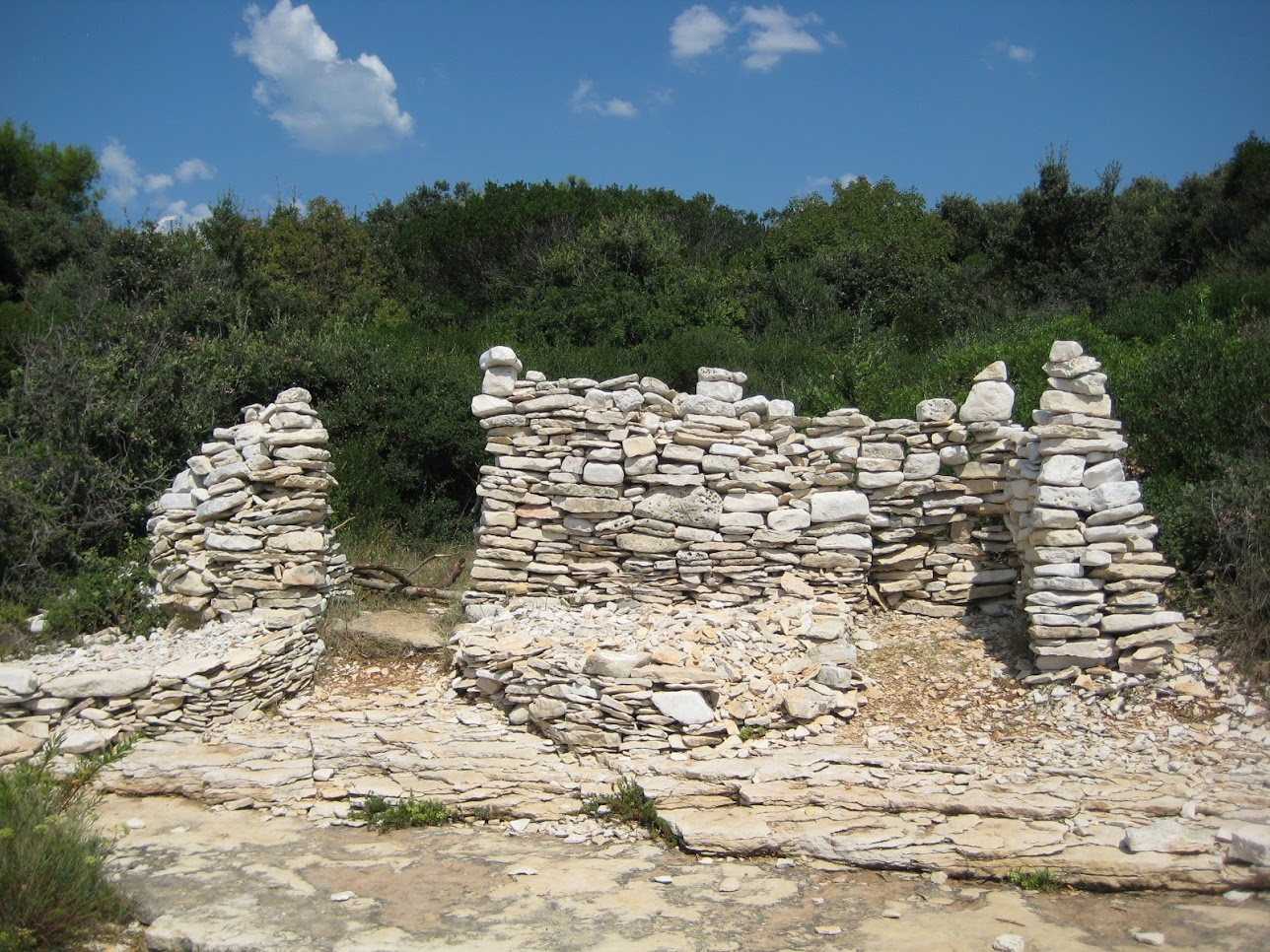
Археологические раскопки в Барбариге

Барбарига была названа в честь дворянской семьи Барбариго из Венеции, у которой на её месте было владение. В этом районе есть многочисленные памятники периода Рим, такие как остатки бывших домов, части завода по производству шерсти и окрашивание ткани, масличные заводы 4-го века, две крупные римские виллы с мраморной мозаикой, а также раннехристианская трехнефная базилика Святого Андрея
Здесь 30 июня 1960 года был найден клад, ставший известный как Сокровища Сеусо, из четырнадцати серебряных предметов периода Поздней Римской империи.

## Население
Население учитывается в составе деревни Перой. 